# Obojęcie
Obojęcie – część wsi Grójec Wielki w Polsce, położona w województwie łódzkim, w powiecie sieradzkim, w gminie Złoczew. 
Wchodzi w skład sołectwa Grójec Wielki.
W latach 1975–1998 Obojęcie administracyjnie należało do województwa sieradzkiego.